# Baengma (métro de Séoul)
Baengma (hangeul : 백마 ; hanja : 白馬) est une station station de correspondance, entre la ligne Gyeongui-Jungang et la ligne Seohae du métro de Séoul. Elle est située, au 318 Gyeongui-ro, dans le quartier Ilsandong-gu de la ville de Bucheon, incluse dans la province de Gyeonggi, au nord-ouest de Séoul, en Corée du Sud.
Ouverte a une date inconnue, peu avant 1966, comme gare ferroviaire, elle devient une station de la ligne Gyeongui en 2009.

## Situation sur le réseau

Plan du réseau du métro de Séoul (2023)

La station en surface Baengma est une station de correspondance entre la ligne Gyeongui-Jungang et la ligne Seohae du métro de Séoul qui utilisent les mêmes voies sur cette section :
sur la ligne Gyeongui-Jungang elle est située entre la station Pungsan, en direction du terminus nord Munsan, et la station Goksan, en direction des terminus est Jipyeong ou Gare de Séoul ;
sur la ligne Seohae, elle est située entre la station Pungsan, en direction du terminus nord Ilsan, et la station Goksan, en direction du terminus sud Wonsi, 
en direction du terminus sud Wonsi.

## Histoire

### Gare ferroviaire
La gare est ouverte, a une date inconnue, avec une installation temporaire. En 1966, les quais provisoires sont supprimés le 25 avril et le lendemain la gare est ouverte au transport de voyageurs. En 1968, elle est transformée. 1er juillet 1981, c'est une « gare de déploiement ».
L'ancienne gare est démolie le 3 décembre 2006. En 2008, un quai temporaire est installé sur un site différent.

### Station de métro
En juin 2009, les installations sont déplacées et le 1er juillet 2009, elle est remise en service pour l'ouverture de la double voie de la ligne Gyeongui en tant que partie du métro de Séoul.

La station en 2010
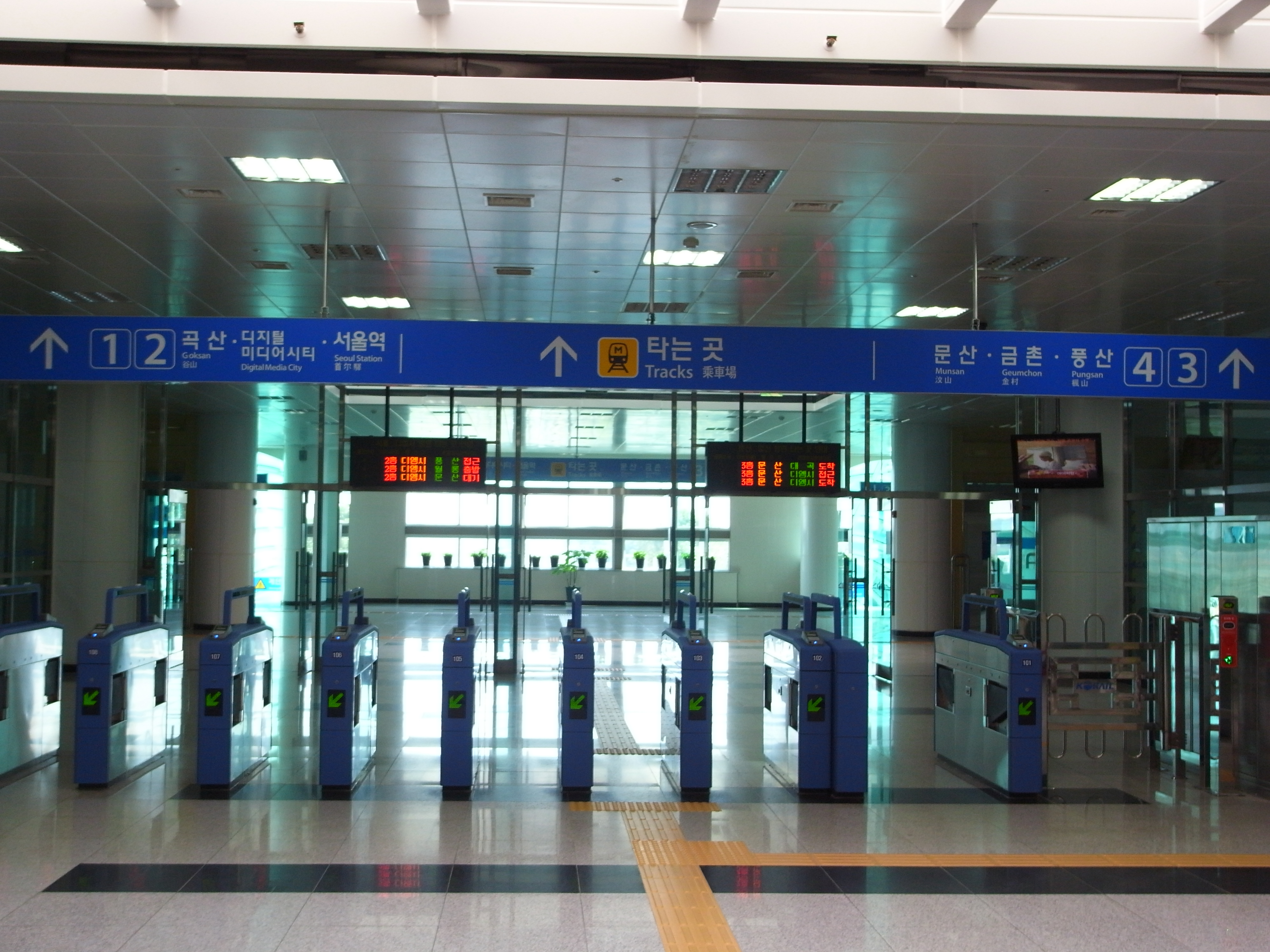
En 2010.
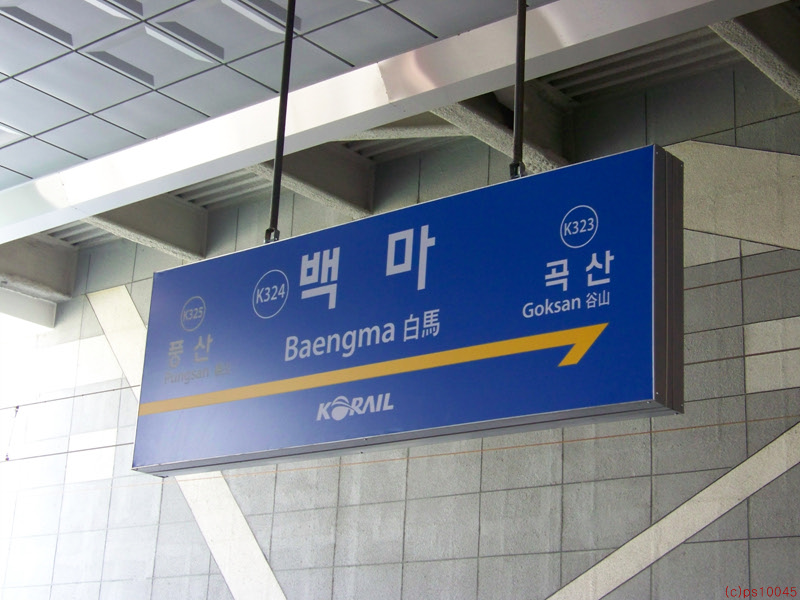
En 2010.
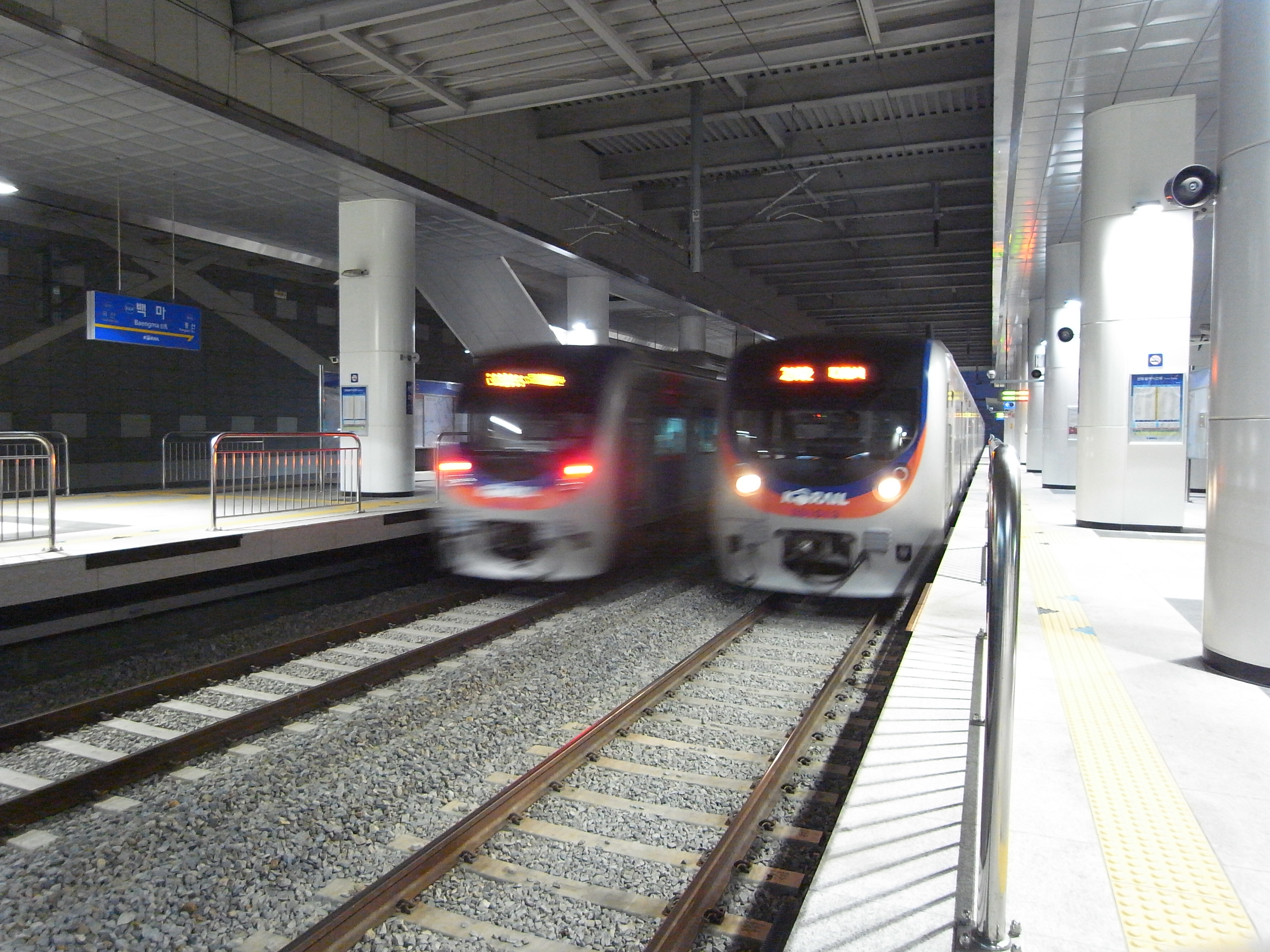
En 2010.

Elle devient une station de la ligne Gyeongui-Jungang, lors de l'ouverture à l'exploitation des 124,5 de cette nouvelle ligne, du réseau du métro de Séoul, qui a été créée en assemblant des sections d'anciennes ligne, dont notamment la ligne Gyeonguiv,. Le 26 août 2023, elle devient une station de correspondance avec l'ouverture de la section de Daegok à Ilsan de la ligne Seohae qui, ce tronçon, utilise les mêmes voies et stations que la ligne Gyeongui-Jungan.

## Services aux voyageurs

### Accès et accueil
Station établie en surface, elle est située 318 Gyeongui-ro, Ilsandong-gu, ou elle dispose d'un bâtiment de un étage en surplomb des deux voies, avec deux accès, disposés à l'est et à l'ouest des voies. Les installations se situe sur l'étage situé au-dessus des voies. On y trouve notamment : la billetterie et des toilettes.

### Desserte
Pungsan dispose de quatre voies qui desservent deux quais (central) numérotés 1-2 et 3-4.

#### Quais ligne Gyeongui-Jungang
Les quais extérieurs 1 et 4 accueillent les rames de la ligne ligne Gyeongui-Jungang : sur le quai 1, les rames en direction de Jipyeong ou la Gare de Séoul et sur le quai 2 les rames en direction de Munsan.

#### Quais ligne Sehoae
Les quais centraux 2 et 3 accueillent les rames de la ligne ligne Seohae : sur le quai 2, les rames en direction de Wonsi et sur le quai 3 les rames en direction d'Ilsan.

### Intermodalité
Des arrêts de bus sont situés à proximité.